# Hamàxit
Hamàxit (grec antic: Ἁμαξιτός, llatí: Hamaxĭtus) era una ciutat de Mísia, a la costa sud-oest de la Tròade, a 50 estadis al sud de Larisa i prop de la plana d'Halèsion.
Probablement era una colònia eòlia suposadament fundada per cretencs de Teucris, que en temps d'Estrabó ja estava despoblada. Se suposa que va quedar despoblada després de la mort d'Alexandre el Gran quan Lisímac de Tràcia va ordenar als seus habitants deixar la ciutat i establir-se a la veïna Alexenadria de la Tròade. Del lloc en parlen també Escílax de Carianda, Tucídides i Xenofont.
La ciutat tenia com a déu principal a Apol·lo al que donaven el nom de Esminteu, car segons Claudi Elià, els seus habitants adoraven els ratolins, que en eoli s'anomenen σμίνθα (smintha). Estrabó explica que quan els teucresos van fugir de Creta, l'oracle d'Apol·lo els va indicar que s'establissin al lloc on els seus enemics sorgissin de la terra. Una nit que havien acampat, uns ratolins van destruir tots els seus escuts, i davant d'això es van establir en aquell lloc i van anomenar Apol·lo amb el nom d'Esminteu. El representaven amb un ratolí als peus.
Les seves restes podrien correspondre a unes ruïnes prop del Cap Baba.
Plini el Vell esmenta una altra ciutat amb el mateix nom a Cària, a la costa nord del Quersonès de Cnidos.